# Airspeed AS.4 Ferry
L'Airspeed AS.4 Ferry est un biplan trimoteur de transport britannique qui a effectué son premier vol en 1932 et a été retiré d'exploitation en 1941.

## Une commande de Sir Alan Cobham
En 1930 A.H.Tiltman et N.S.Norway approchèrent Sir Alan Cobham, espérant convaincre le spécialiste des vols à longue distance d’investir dans Airspeed Ltd, en cours de constitution. Cobham, qui était en train de lancer un spectacle aérien itinérant, le National Aviation Day, leur demanda de réaliser un trimoteur capable de transporter 10 passagers pour effectuer des baptêmes de l’air durant ses meetings. Construit selon les spécifications de Cobham, l’AS.4 Ferry était un biplan à ailes égales décalées à structure en bois entoilée. Le fuselage était situé assez bas par rapport au plan inférieur pour que les passagers puissent voir le sol et accéder sans difficultés à la cabine, le Cirque Aérien Cobham utilisant parfois des terrains improvisés. 2 moteurs de Havilland Gipsy II de 120 ch étaient montés sur le plan inférieur, un de Havilland Gipsy III de 320 ch étant monté lui au centre du plan supérieur pour assurer une meilleure visibilité au pilote. Outre ce pilote, 10 passagers pouvaient prendre place à bord.
Le premier AS.4 Ferry [G-ABSI] Youth of Britain II effectua son premier vol le 10 avril 1932 sur le terrain de Sherburn-in-Elmet. Il fut rapidement suivi du [G-ABSJ] Youth of Britain III. En deux ans ces appareils, vendus 5 000 £, ont transporté 92 000 passagers.

## Quatre avions construits
Deux autres AS.4 Ferry ont été construits [G-ACBT et G-ACFB] pour la Midland and Scottish Air Ferries Ltd et mis en service entre Renfrew et Campbeltown, Belfast et Speke. Midland and Scottish ferma en 1934, et le [G-ACBT], inutilisé, fut démantelé en 1941. Le [G-ACFB] fut par contre acheté par Air Publicity Ltd et utilisé pour des baptêmes de l’air. Réquisitionné par la RAF et doté du sérial [DJ715], cet appareil fut en réalité utilisé comme cellule d’instruction. La RAF prit également en compte le [G-ABSI], utilisé comme avion de liaison par la base de RAF Halton comme [AV968] avant de devenir fin 1941 la cellule d’instruction [2758M].
Le dernier AS.4 eut une carrière plus exotique. Vendu en 1934 à Himalaya Air Transport & Survey Company, le [G-ABSJ] devint en Inde [VT-AFO] et servit à transporter des pèlerins entre Haridwar et Gaucher. Il fut détruit en 1936 dans son hangar par un incendie criminel.